# Liste des cratères de la Lune, O-Q
Voici une partie de la liste des cratères de la Lune. Quand un cratère possède des cratères satellites, ceux-ci sont décrits dans l'article du cratère principal.

## O
| Cratère      | Diamètre | Éponyme                                      |
| ------------ | -------- | -------------------------------------------- |
| Oberth       | 60 km    | Hermann Oberth (1894-1989)                   |
| Obruchev     | 71 km    | Vladimir Afanasyevich Obruchev (1863-1956)   |
| O'Day        | 71 km    | Marcus O'Day (1897-1961)                     |
| Oenopides    | 67 km    | Œnopide de Chios (circa 500-430 Av. J.-C.)   |
| Oersted (en) | 42 km    | Hans Christian Ørsted (1777-1851)            |
| Ohm          | 64 km    | Georg Simon Ohm (1789-1854)                  |
| Oken         | 71 km    | Lorenz Ockenfuss (1779-1851)                 |
| Olbers       | 74 km    | Heinrich Wilhelm Matthäus Olbers (1758-1840) |
| Olcott       | 81 km    | William Tyler Olcott (1873-1936)             |
| Olivier      | 69 km    | Charles Olivier (1884-1975)                  |
| Omar Khayyam | 70 km    | Omar Khayyam (circa 1050-1123)               |
| Onizuka (en) | 29 km    | Ellison S. Onizuka (1946-1986)               |
| Opelt        | 48 km    | Friedrich Wilhelm Opelt (1794-1863)          |
| Oppenheimer  | 208 km   | Robert Oppenheimer (1904-1967)               |
| Oppolzer     | 40 km    | Theodor von Oppolzer (1841-1886)             |
| Oresme       | 76 km    | Nicole Oresme (circa 1323-1382)              |
| Orlov        | 81 km    | Aleksandr Iakovlevich Orlov (1880-1954)      |
| Orlov        | 81 km    | Sergei Vladimirovich Orlov (1880-1958)       |
| Orontius     | 105 km   | Oronce Finé (1494-1555)                      |
| Osama        | 0.5 km   | (prénom masculin arabe)                      |
| Osiris       | 1 km     | Osiris (dieu égyptien)                       |
| Osman        | 2 km     | (prénom masculin turc)                       |
| Ostwald      | 104 km   | Wilhelm Ostwald (1853-1932)                  |

## P
| Cratère          | Diamètre | Éponyme                                                     |
| ---------------- | -------- | ----------------------------------------------------------- |
| Palisa           | 33 km    | Johann Palisa (1848-1925)                                   |
| Palitzsch        | 41 km    | Johann Georg Palitzsch (1723-1788)                          |
| Pallas           | 46 km    | Peter Simon Pallas (1741-1811)                              |
| Palmieri         | 40 km    | Luigi Palmieri (1807-1896)                                  |
| Paneth           | 65 km    | Friedrich Adolf Paneth (1887-1958)                          |
| Pannekoek        | 71 km    | Anton Pannekoek (1873-1960)                                 |
| Papaleksi (en)   | 97 km    | Nikolaj Dmitrievich Papaleksi (1880-1947)                   |
| Paracelsus       | 83 km    | Paracelse (1493-1541)                                       |
| Paraskevopoulos  | 94 km    | John Stefanos Paraskevopoulos (1889-1951)                   |
| Parenago         | 93 km    | Pavel Petrovich Parenago (1906-1960)                        |
| Parkhurst        | 96 km    | John Adelbert Parkhurst (1861-1925)                         |
| Parrot           | 70 km    | Johann Jacob Friedrich Wilhelm Parrot (1792-1840)           |
| Parry            | 47 km    | William Edward Parry (1790-1855)                            |
| Parsons          | 40 km    | John Whiteside Parsons (1913-1952)                          |
| Pascal           | 115 km   | Blaise Pascal (1623-1662)                                   |
| Paschen          | 124 km   | Friedrich Paschen (1865-1940)                               |
| Pasteur          | 224 km   | Louis Pasteur (1822-1895)                                   |
| Patricia         | 5 km     | (prénom féminin)                                            |
| Patsaev (en)     | 55 km    | Viktor Patsayev (1933-1971)                                 |
| Pauli            | 84 km    | Wolfgang Pauli (1900-1958)                                  |
| Pavlov (en)      | 148 km   | Ivan Petrovich Pavlov (1849-1936)                           |
| Pawsey (en)      | 60 km    | Joseph Lade Pawsey (1908-1962)                              |
| Peary            | 73 km    | Robert Edwin Peary (1856-1920)                              |
| Pease            | 38 km    | Francis Gladheim Pease (1881-1938)                          |
| Peek             | 12 km    | Bertrand Meigh Peek (1891-1965)                             |
| Peirce           | 18 km    | Benjamin Peirce (1809-1880)                                 |
| Peirescius       | 61 km    | Nicolas-Claude Fabri de Peiresc (1580-1637)                 |
| Pentland         | 56 km    | Joseph Barclay Pentland (1797-1873)                         |
| Perel'man        | 46 km    | Yakov Isidorovich Perel'man (1882-1942)                     |
| Perepelkin       | 97 km    | Evgenii Perepelkin (1906-1938)                              |
| Perkin           | 62 km    | Richard Scott Perkin (1906-1969)                            |
| Perrine          | 86 km    | Charles Dillon Perrine (1867-1951)                          |
| Petavius         | 188 km   | Denis Pétau (1583-1652)                                     |
| Petermann        | 73 km    | August Heinrich Petermann (1822-1878)                       |
| Peters           | 15 km    | Christian August Friedrich Peters (1806-1880)               |
| Petit            | 5 km     | Alexis Thérèse Petit (1771-1820)                            |
| Petrie           | 33 km    | Robert Methven Petrie (1906-1966)                           |
| Petropavlovskiy  | 63 km    | Boris Sergeevich Petropavlovskiy (1898-1933)                |
| Petrov           | 49 km    | Evgenij S. Petrov (1900-1942)                               |
| Pettit           | 35 km    | Edison Pettit (1889-1962)                                   |
| Petzval          | 90 km    | Joseph von Petzval (1807-1891)                              |
| Phillips         | 122 km   | John Phillips (1800-1874)                                   |
| Philolaus        | 70 km    | Philolaos de Crotone (vivant circa 400 Av. J.-C.)           |
| Phocylides       | 121 km   | Johannes Phocylides Holwarda (Jan Fokker) (1618-1651)       |
| Piazzi           | 134 km   | Giuseppe Piazzi (1746-1826)                                 |
| Piazzi Smyth     | 13 km    | Charles Piazzi Smyth (1819-1900)                            |
| Picard           | 22 km    | Jean Picard (1620-1682)                                     |
| Piccolomini (en) | 87 km    | Alessandro Piccolomini (1508-1578)                          |
| Pickering        | 15 km    | Edward Charles Pickering (1846-1919)                        |
| Pickering        | 15 km    | William Henry Pickering (1858-1938)                         |
| Pictet           | 62 km    | Marc-Auguste Pictet-Turretin (1752-1825)                    |
| Pikel'ner        | 47 km    | Solomon Borisovich Pikelner (1921-1975)                     |
| Pilâtre          | 50 km    | Jean-François Pilâtre de Rozier (1756-1785)                 |
| Pingré           | 88 km    | Alexandre Guy Pingré (1711-1796)                            |
| Pirquet          | 65 km    | Baron Guido von Pirquet (1867-1936)                         |
| Pitatus (en)     | 106 km   | Pietro Pitati (vivant circa 1500)                           |
| Pitiscus         | 82 km    | Bartholemaeus Pitiscus (1561-1613)                          |
| Pizzetti         | 44 km    | Paolo Pizzetti (1860-1918)                                  |
| Plana            | 44 km    | Baron Giovanni Antonio Amedeo Plana (1781-1864)             |
| Planck           | 314 km   | Max Karl Ernst Ludwig Planck (1858-1947)                    |
| Planté           | 37 km    | Gaston Planté (1834-1889)                                   |
| Plaskett         | 109 km   | John Stanley Plaskett (1865-1941)                           |
| Platon           | 109 km   | Platon (circa 428-circa 347 Av. J.-C.)                      |
| Playfair         | 47 km    | John Playfair (1748-1819)                                   |
| Plinius          | 43 km    | Pline l'Ancien (23-79)                                      |
| Plummer          | 73 km    | Henry Crozier Keating Plummer (1875-1946)                   |
| Plutarch         | 68 km    | Plutarque (circa 46-circa 120)                              |
| Poczobutt        | 195 km   | Martin Odlanicki Poczobutt (1728-1810)                      |
| Pogson           | 50 km    | Norman Robert Pogson (1829-1891)                            |
| Poincaré         | 319 km   | Henri Poincaré (1854-1912)                                  |
| Poinsot          | 68 km    | Louis Poinsot (1777-1859)                                   |
| Poisson          | 42 km    | Siméon Denis Poisson (1781-1840)                            |
| Polybius         | 41 km    | Polybe (circa 204-circa 122 Av. J.-C.)                      |
| Polzunov         | 67 km    | Ivan Ivanovich Polzunov (1728-1766)                         |
| Pomortsev (en)   | 23 km    | Mikhail Mikhailovich Pomortsev (1851-1916)                  |
| Poncelet         | 69 km    | Jean-Victor Poncelet (1788-1867)                            |
| Pons             | 41 km    | Jean-Louis Pons (1761-1831)                                 |
| Pontanus         | 57 km    | Giovanni Gioviani Pontano (1427-1503)                       |
| Pontécoulant     | 91 km    | Philippe Gustave Doulcet, comte de Pontécoulant (1795-1874) |
| Popov            | 65 km    | Aleksander Stepanovich Popov (1859-1905)                    |
| Popov            | 65 km    | C. Popov (1880-1966)                                        |
| Porter           | 51 km    | Russell Williams Porter (1871-1949)                         |
| Posidonius       | 95 km    | Posidonius (circa 135-circa 51 Av. J.-C.)                   |
| Poynting         | 128 km   | John Henry Poynting (1852-1914)                             |
| Prager           | 60 km    | Richard A. Prager (1884-1945)                               |
| Prandtl          | 91 km    | Ludwig Prandtl (1875-1953)                                  |
| Priestley        | 52 km    | Joseph Priestley (1733-1804)                                |
| Prinz            | 46 km    | Wilhelm Prinz (1857-1910)                                   |
| Priscilla        | 1.8 km   | (prénom féminin Latin)                                      |
| Proclus          | 28 km    | Proclos (410-485)                                           |
| Proctor          | 52 km    | Mary Proctor (1862-1957)                                    |
| Protagoras       | 21 km    | Protagoras (circa 481-circa 411 Av. J.-C.)                  |
| Ptolemaeus       | 164 km   | Ptolémée (circa 87-150)                                     |
| Puiseux          | 24 km    | Pierre Puiseux (1855-1928)                                  |
| Pupin            | 2 km     | Michael Idvorsky Pupin (1858-1935)                          |
| Purbach          | 115 km   | Georg von Purbach (1423-1461)                               |
| Purkyne          | 48 km    | Jan Evangelista Purkinje (1787-1869)                        |
| Pythagoras       | 142 km   | Pythagore (vivant circa 532 Av. J.-C.)                      |
| Pytheas          | 20 km    | Pytheas (né circa 308 Av. J.-C.)                            |

## Q
| Cratère  | Diamètre | Éponyme                                      |
| -------- | -------- | -------------------------------------------- |
| Quetelet | 55 km    | Lambert Adolphe Jacques Quetelet (1796-1874) |